# Sophia Bush
Sophia Anna Bush (Pasadena, Kalifornija; 8. srpnja 1982.) je američka glumica. Najpoznatija je po ulozi Brooke Davis u seriji Tree Hill. Bush je također glumila u filmovima The Hitcher i John Tucker Must Die.

## Filmografija
| Filmovi   | Filmovi                | Filmovi        | Filmovi                                                                                   |
| God.      | Film                   | Uloga          | Napomene                                                                                  |
| --------- | ---------------------- | -------------- | ----------------------------------------------------------------------------------------- |
| 2002      | Van Wilder             | Sally          | Sporedna uloga                                                                            |
| 2003      | Learning Curves        | Beth           | Sporedna uloga                                                                            |
| 2005      | Supercross             | Zoe Lang       | Sporedna uloga                                                                            |
| 2006      | Stay Alive             | October Bantum | Glavna uloga                                                                              |
| 2006      | John Tucker Must Die   | Beth           | Glavna uloga                                                                              |
| 2007      | The Hitcher            | Grace Andrews  | Glavna uloga                                                                              |
| 2009      | The Narrows            | Kathy Popovich | Glavna uloga                                                                              |
| 2009      | Table for Three        | Mary           | Main role                                                                                 |
| TV serije |                        |                |                                                                                           |
| God.      | TV serija              | Uloga          | Napomene                                                                                  |
| 2002      | Points of Origin       | Carrie Orr     |                                                                                           |
| 2003      | The Flannerys          | Katie Flannery | Bush je bila dio glumačke postave u prvoj epizodi, ali se kasnije više nije pojavljivala. |
| 2003.     | Tree Hill              | Brooke Davis   | (2003.-danas)                                                                             |
| 2003.     | Sabrina, mala vještica | Fate Mackenzie | 7. sezona, 17. epizoda: "Romance Looming"                                                 |
| 2003.     | Nip/Tuck               | Ridley Lange   | 1. sezona, 3., 6. i 7. epizoda                                                            |
| 2005      | Punk'd                 | Herself        | 6. sezona, 2. epizoda                                                                     |

## Vanjske poveznice
- Sophia Bush u internetskoj bazi filmova IMDb-u (engl.)